# 大相撲令和5年5月場所
大相撲令和5年5月場所（おおずもうれいわごねん5がつばしょ）は、2023年（令和5年）5月14日から5月28日までの15日間、東京都墨田区の国技館（両国国技館）で開催された大相撲本場所である。

## 概要
5月場所に関する時系列
- 2023年4月27日 - 日本相撲協会は新型コロナウイルスの5類移行に伴い、各部屋を行き来する出稽古を同年5月場所番付発表の5月1日から初日直前まで認めたことが分かった。コロナ感染対策で自粛だった出稽古は前年6月に再開したが、本場所約2週間前の番付発表後は認められていなかった。感染判明翌日から7日間としていた場所中の療養期間は5日間に短縮。感染者が出た部屋の力士らは、症状がなければ出場を続けられる。場所最終盤を除いて禁止だった場所中の会食などの外出についても、師匠に許可を得た上で可能とする方針が示された[1]。
- 5月4日 - 逸ノ城が引退[2]。

## 番付・星取表
※赤文字は優勝力士の成績。

### 幕内
| 東方   | 東方      | 東方     | 番付     | 西方   | 西方       | 西方          |
| 備考   | 成績      | 力士名   | 番付     | 力士名 | 成績       | 備考          |
| ------ | --------- | -------- | -------- | ------ | ---------- | ------------- |
|        | 14勝1敗   | 照ノ富士 | 横綱大関 |        |            |               |
|        |           |          | 大関     | 貴景勝 | 8勝7敗     |               |
| 技能賞 | 11勝4敗   | 霧馬山   | 関脇     | 豊昇龍 | 11勝4敗    |               |
| 再関脇 | 10勝5敗   | 大栄翔   | 関脇     | 若元春 | 10勝5敗    | 新関脇 技能賞 |
|        | 8勝7敗    | 琴ノ若   | 小結     | 若隆景 | 全休       |               |
| 再小結 | 6勝9敗    | 正代     | 小結     |        |            |               |
|        | 8勝7敗    | 阿炎     | 前頭1    | 翠富士 | 6勝9敗     |               |
|        | 3勝3敗9休 | 髙安     | 前頭2    | 遠藤   | 0勝7敗8休  |               |
|        | 8勝7敗    | 翔猿     | 前頭3    | 錦富士 | 3勝12敗    |               |
|        | 7勝8敗    | 宇良     | 前頭4    | 錦木   | 9勝6敗     |               |
|        | 4勝11敗   | 金峰山   | 前頭5    | 琴勝峰 | 2勝10敗3休 |               |
| 殊勲賞 | 8勝7敗    | 明生     | 前頭6    | 御嶽海 | 9勝6敗     |               |
|        | 6勝9敗    | 北勝富士 | 前頭7    | 玉鷲   | 7勝8敗     |               |
|        | 7勝8敗    | 佐田の海 | 前頭8    | 隆の勝 | 7勝8敗     |               |
|        | 8勝7敗    | 阿武咲   | 前頭9    | 平戸海 | 9勝6敗     |               |
|        | 5勝10敗   | 竜電     | 前頭10   | 宝富士 | 5勝10敗    |               |
|        | 8勝7敗    | 北青鵬   | 前頭11   | 大翔鵬 | 6勝9敗     |               |
|        | 5勝10敗   | 碧山     | 前頭12   | 琴恵光 | 8勝7敗     |               |
|        | 8勝7敗    | 千代翔馬 | 前頭13   | 逸ノ城 | 引退       | 再入幕        |
| 再入幕 | 12勝3敗   | 朝乃山   | 前頭14   | 妙義龍 | 9勝6敗     |               |
|        | 4勝11敗   | 一山本   | 前頭15   | 剣翔   | 9勝6敗     |               |
|        | 5勝10敗   | 水戸龍   | 前頭16   | 王鵬   | 11勝4敗    |               |
|        | 7勝8敗    | 輝       | 前頭17   |        |            |               |

### 十両
| 東方   | 東方      | 東方     | 番付   | 西方     | 西方       | 西方   |
| 備考   | 成績      | 力士名   | 番付   | 力士名   | 成績       | 備考   |
| ------ | --------- | -------- | ------ | -------- | ---------- | ------ |
|        | 14勝1敗   | 豪ノ山   | 十両1  | 湘南乃海 | 11勝4敗    |        |
|        | 2勝13敗   | 東龍     | 十両2  | 東白龍   | 4勝11敗    |        |
|        | 10勝5敗   | 武将山   | 十両3  | 炎鵬     | 0勝10敗5休 |        |
|        | 7勝8敗    | 欧勝馬   | 十両4  | 狼雅     | 9勝6敗     |        |
| 引退   | 0勝6敗    | 栃ノ心   | 十両5  | 天空海   | 5勝10敗    |        |
|        | 6勝8敗1休 | 白鷹山   | 十両6  | 島津海   | 8勝7敗     |        |
|        | 6勝9敗    | 貴健斗   | 十両7  | 美ノ海   | 7勝8敗     |        |
|        | 13勝2敗   | 熱海富士 | 十両8  | 落合     | 14勝1敗    |        |
|        | 7勝8敗    | 大奄美   | 十両9  | 千代の国 | 0勝10敗5休 |        |
|        | 6勝9敗    | 千代丸   | 十両10 | 北の若   | 8勝7敗     |        |
|        | 6勝9敗    | 英乃海   | 十両11 | 玉正鳳   | 9勝6敗     |        |
|        | 8勝7敗    | 友風     | 十両12 | 千代栄   | 8勝7敗     | 再十両 |
| 新十両 | 9勝6敗    | 藤青雲   | 十両13 | 志摩ノ海 | 8勝7敗     |        |
| 新十両 | 6勝9敗    | 時疾風   | 十両14 | 對馬洋   | 8勝7敗     |        |

## 優勝争い
初日から横綱・照ノ富士、平幕の明生、朝乃山が7連勝とした。
中日に、朝乃山は北青鵬に、明生は平戸海に敗れ、1敗。照ノ富士は琴勝峰を破り、中日勝ち越しを決めた。
9日目には、明生が照ノ富士を破り、1敗に引きずりおろした。この時点で1敗に照ノ富士、明生、朝乃山、2敗で霧馬山、若元春、平戸海、北青鵬が追う展開となった。
10日目には好調力士同士の取組が組まれ、朝乃山が平戸海を、北青鵬が明生を破る。
霧馬山と若元春の2敗の関脇同士の一番は、霧馬山が制した。
11日目には、朝乃山が明生を破り、1敗をキープ。霧馬山は平戸海を破り、2敗を守る。照ノ富士は豊昇龍を退け、こちらも1敗を守った。
12日目には、朝乃山は関脇・大栄翔に一方的に押し出され、2敗に後退。照ノ富士は若元春に土俵際まで追いつめられるが、逆襲の寄り倒しで破り、1敗をキープ。この時点で照ノ富士が単独トップに立った。
13日目は、照ノ富士と朝乃山の直接対決が組まれ、照ノ富士が小手投げで勝利した。この時点で優勝の可能性があるのは1敗の照ノ富士、2敗の霧馬山、3敗の朝乃山に絞られた。
14日目、照ノ富士と霧馬山の対戦が組まれ、照ノ富士が寄り切りで勝利。この時点で照ノ富士が6場所ぶり8度目の幕内最高優勝を決めた。
照ノ富士は千秋楽も勝利し、14勝1敗の成績を残した。

## 備考
- 東横綱の照ノ富士が3場所連続の横綱大関[3]。
- 5月場所6日目に栃ノ心が引退[4]。東十両5枚目で迎えた5月場所で初日から5連敗を喫し、6日目の19日に引退届を提出した[5]。
- 照ノ富士は3場所連続全休後に優勝を果たした。3場所連続全休明けで優勝を果たすのは、大鵬、北勝海以来、史上3人目のことである。
- 幕内での14勝1敗の優勝は令和2年初場所の徳勝龍以来、3年4カ月ぶり。また14日目での優勝決定は令和3年九州場所以来のことである。
- 令和5年1月場所で11勝、3月場所で12勝をあげた関脇・霧馬山はこの場所、11勝4敗で終えた。直近の勝ち星が34勝となり、日本相撲協会の審判部が、昇進を諮る臨時理事会の開催を八角理事長へ要請し、了承された。
- 4人いる関脇全員が二桁白星となるのは、史上初のことであった。また、豊昇龍、大栄翔、若元春の3人は3月場所に続き、三役で連続2桁勝利となったため、日本相撲協会の佐渡ケ嶽審判部長は、7月場所は「大関（昇進）を懸ける場所になる」との認識を示した。
- カド番の大関・貴景勝は、苦しい土俵となるも、13日目に8勝目をあげ、カド番を脱した。
- 三賞は、殊勲賞に照ノ富士に唯一勝利した明生。技能賞に霧馬山と若元春が選ばれた。
- 十両は、豪ノ山と落合が初日から9連勝を果たすなど、好調であった。10日目に豪ノ山は熱海富士に敗れるも、11日目には豪ノ山が落合を破り、両者1敗で優勝争いを展開した。両者は千秋楽まで譲ることなく、14勝1敗の相星となり、優勝決定戦となった。決定戦は豪ノ山が押し出しにより、落合を破り、優勝を決めた。十両で14勝1敗同士の決定戦は史上初のことであった。また、十両で14勝あげながら優勝できなかったことも史上初である。